# Акт о половых преступлениях (1956)
Акт о половых преступлениях, 1956 (англ. Sexual Offences Act 1956) — акт парламента Великобритании, принятый в 1956 году. Документ регламентировал половые преступления в юрисдикции английского права с 1956 по 2004 год. С 1 мая 2004 года закон был заменён Актом о половых преступлениях 2003 года.
При этом разделы 33-37 акта 1956 года сохранились до сегодняшнего дня в силе, и акт 2003 года добавил к ним новый раздел 33A, регламентирующий деятельность борделей. Разделы 33, 34, 35 и 36 образуют сегодня суммарное производство. Новый раздел 33A является квалификацией для деяний, описываемых в разделе 33. Раздел 37 описывает наказания.